# Франц фон Зикинген
Франц фон Зикинген (2 март, 1481, Баден – 7 май, 1523) – вожд на германското рицарство. Заедно с Улрих фон Хутен оглавяват рицарското въстание през 1522 – 1523 г. срещу князете.